# Philotoceraeoides
Philotoceraeoides is een kevergeslacht uit de familie van de boktorren (Cerambycidae). De wetenschappelijke naam van het geslacht werd voor het eerst geldig gepubliceerd in 1957 door Breuning.

## Soorten
Philotoceraeoides omvat de volgende soorten:
- Philotoceraeoides albulus Breuning, 1957
- Philotoceraeoides multilineatus Breuning, 1957